# 2189 Zaragoza
2189 Zaragoza este un asteroid din centura principală, descoperit pe 30 august 1975.